# Lyss
Lyss es una comuna suiza situada en el cantón de Berna. Tiene una población estimada, a fines de agosto de 2022, de 16 007 habitantes.
Está ubicada en el distrito administrativo del Seeland. 
Desde El 1 de enero de 2011, el antiguo municipio de Busswil bei Büren se fusionó con Lyss.

## Geografía
La localidad está situada en la región del Seeland, en las proximidades de los lagos de Bienne, Neuchâtel y Murten. La comuna limita al norte con la comuna de Büetigen, al noreste con Diessbach bei Büren, al este con Grossaffoltern, al sur con Seedorf y Aarberg, al oeste con Kappelen, y al noroeste con Worben y Studen.
Hasta el 31 de diciembre de 2009 estaba situada en el distrito de Aarberg.

## Transporte
- Línea de bus 74 Biel/Bienne - Lyss.
- Línea ferroviaria FFS: Berna - Lyss - Biel/Bienne.
- Línea ferroviaria Lyss - Kerzers - Murten-Morat.
- Línea ferroviaria Lyss - Büren an der Aare - Murten-Morat.
- Autopista A6,  5 Lyss-Nord y  6 Lyss-Sud

## Ciudades hermanadas

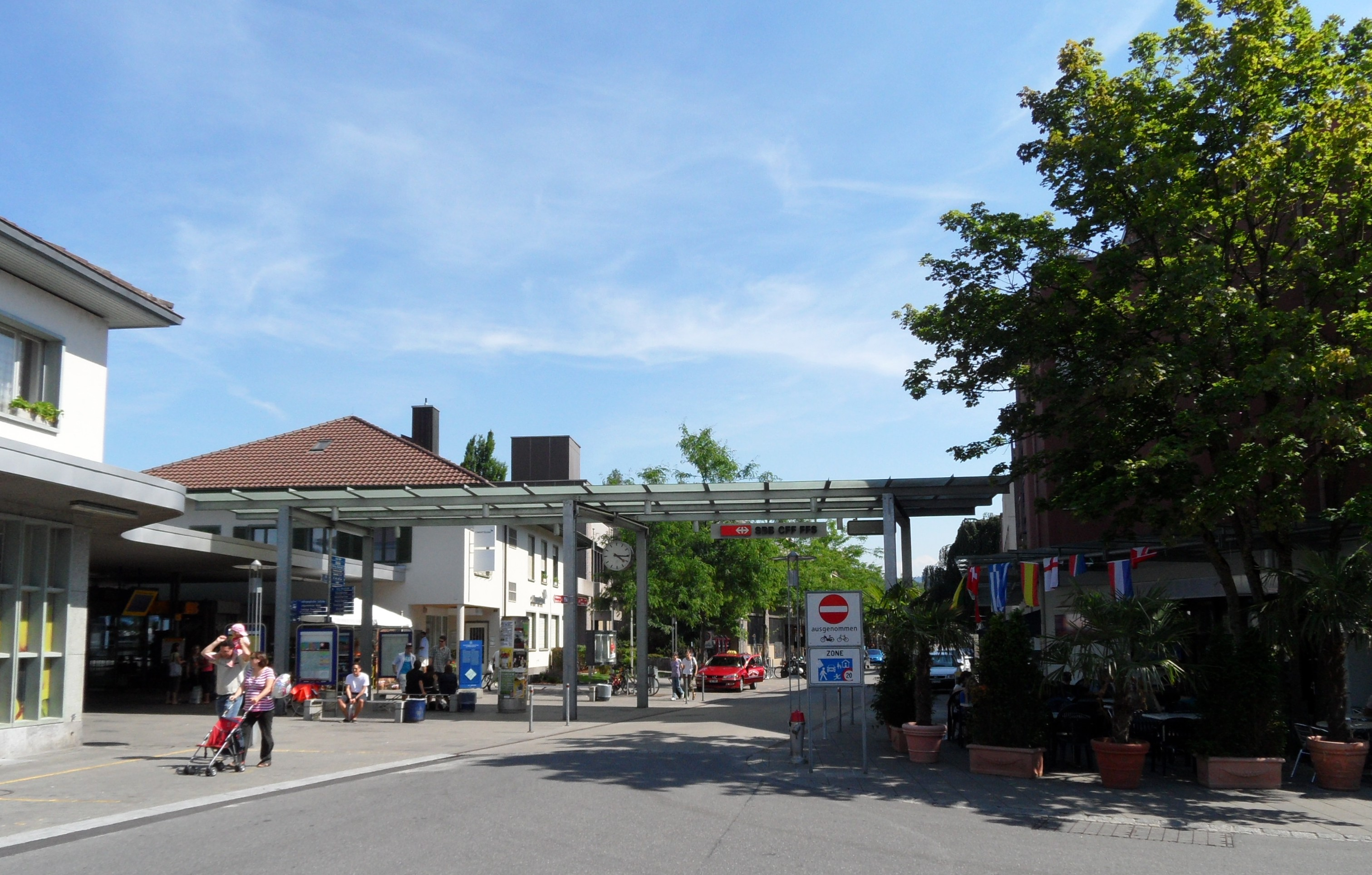
Estación de trenes de Lyss.

- Monopoli.